# 黄波罗花
黄波罗花（学名：Incarvillea lutea）是紫葳科角蒿属的植物，为中国的特有植物。分布于中国大陆的四川、云南、西藏等地，生长于海拔2,000米至3,350米的地区，常生于高山草坡以及混交林下，目前尚未由人工引种栽培。

## 别名
黄花角蒿（中国高等植物图鉴），圆麻参（丽江），土生地（云南）